# Stowe Buntz
Stowe Buntz (* 27. April 1979 in Portsmouth, Virginia) ist ein US-amerikanischer Dartspieler.

## Karriere
Mit der Teilnahme bei den US Open 2007 trat Stowe Buntz zum ersten Mal bei einem PDC-Turnier an und erreichte die zweite Runde. Ebenfalls die zweite Runde erreichte er bei den US Open 2008 sowie der parallel ausgetragenen North American Darts Championship.
Viele Jahre lang war Buntz danach nicht auf internationaler Ebene aktiv. 
2023 erreichte er beim Virginia Beach Classic der WDF das Halbfinale. Kurz danach gewann er die Washington Area Open. An der Championship Darts Corporation (CDC) Pro Tour gewann er alle drei Turniere hintereinander und erspielte sich so einen guten Platz in der Rangliste.
Eigentlich hätte sich der Sieger der PDC North American Championship 2023 sowohl für den Grand Slam of Darts 2023 als auch für die PDC World Darts Championship 2024 qualifizieren sollen. Dieser war jedoch Jeff Smith, der sich aufgrund der PDC-Regularien als Tour Card-Holder nicht auf diesem Weg qualifizieren durfte. In beiden Fällen wurde der Startplatz an Buntz vergeben, für den Grand Slam aufgrund des Sieges beim CDC Continental Cup 2023, und für die WM, da er der beste noch nicht qualifizierte Spieler der CDC Tour Order of Merit war.
Beim Grand Slam wurde Buntz nach Siegen über Peter Wright und Stephen Bunting Gruppensieger und schlug im Achtelfinale Andrew Gilding. Im Viertelfinale unterlag er Bunting mit 8:16. Bei der WM bestritt er das Auftaktmatch, konnte aber an seine Leistung aus dem Grand Slam nicht anknüpfen und verlor mit 0:3 gegen Kevin Doets.
Zum Ende des Sommers 2024 erreicht Buntz beim Washington Area Open das Halbfinale, welches er mit 2:4 gegen Leonard Gates verlor. Außerdem gewann er im November die Gibraltar Open. Im Finale besiegte er Mark Stephenson aus England mit 5:2. Im März 2025 stand Buntz beim Virginia Beach Classic im Halbfinale, verlor aber mit 1:4 gegen Alex Spellman.
Mitte August 2025 gewann Buntz zum ersten Mal ein Silber-Turnier der WDF. Mit 7:6 setzte sich Buntz im Finale des DPFL Live Event gegen Leonard Gates durch.

## Weltmeisterschaftsresultate

### PDC
- 2024: 1. Runde (0:3-Niederlage gegen  Kevin Doets)
- 2025: 1. Runde (0:3-Niederlage gegen  Nick Kenny)

## Titel

### BDO
- 2010: Oregon Open

### WDF
- Silber-Turnier
  - DPFL Live Event: (1) 2025
- Bronze-Turnier
  - Washington Area Open: (1) 2023
  - Gibraltar Open: (1) 2024